# Duško Marković
Duško Marković (en cirílico: Душко Марковић; Mojkovac, 6 de julio de 1959) es un político montenegrino, primer ministro de Montenegro desde noviembre de 2016 hasta diciembre de 2020.

## Carrera
Se graduó en derecho en la Universidad de Kragujevac. Luego comenzó a trabajar en consultoría legal para la mina Brskovo en Mojkovac.
En 1986, fue nombrado secretario de la asamblea municipal de Mojkovac, y alcalde en 1989. Dejó el cargo en 1991 para ser nombrado secretario general del gobierno montenegrino dirigido por Milo Đukanović, dentro de Yugoslavia. En 1997, fue elegido para la Asamblea de Montenegro, y al año siguiente fue nombrado ministro asistente del interior, a cargo del Servicio de Seguridad del Estado.
En 2005, tras el establecimiento de la nueva Agencia de Seguridad Nacional en mayo de ese año, Marković fue nombrado por el Parlamento para dirigir la agencia, cargo que ocupó hasta 2010. En 2010, el gobierno de Igor Lukšić lo nombró primero como ministro sin cartera, luego como vice primer ministro y ministro de Justicia. En marzo de 2012, fue nombrado ministro de Derechos Humanos y Derechos de las Minorías.
El 25 de octubre de 2016, diez días después de las elecciones parlamentarias, el buró del Partido de los Socialistas Democráticos de Montenegro (DPS) eligió a Marković para reemplazar a Milo Đukanović como primer ministro. Su nombramiento fue rechazado por la oposición, que acusó a Marković de participar en escándalos de corrupción y de omitir información en la investigación sobre el asesinato un periodista en 2004.
El 9 de noviembre del mismo año, fue nombrado primer ministro por el presidente Filip Vujanović, y el 28 de noviembre fue confirmado por 41 de los 81 miembros del parlamento (con la oposición boicoteando la asamblea), con el apoyo de las minorías albanesas, croatas y bosniacas.